# Villa Visconti (Cadeo)
Villa Visconti, conosciuta anche come castello Tornora, è una villa rinascimentale ubicata in località Tornora, nei pressi di Saliceto, frazione  del comune italiano di Cadeo, in provincia di Piacenza. Si tratta di uno degli esempi più significativi di complesso a corte chiusa con rustici annessi del territorio piacentino.

## Storia
La data di costruzione dell'edificio, posto in una zona in cui nel XIV secolo ebbe diverse proprietà la famiglia Anguissola, è ignota. Nel 1466 la zona risultava tra le proprietà della famiglia Sforza. Nel 1477 il duca di Milano Gian Galeazzo Maria Sforza investì Pier Francesco Visconti della località di Tornora e della vicina Saliceto con il titolo di conte.
Una casa padronale nel luogo è citata nel testamento di Gabriele Agani Grandini, risalente al 1535.
Risale invece al 1550 la prima citazione all'interno di un documento di una “casa con portico”, la quale costituiva il possibile nucleo originario di quella che sarebbe poi diventata villa Visconti di Saliceto.
Un ulteriore riferimento a villa Visconti compare all'interno di una fonte risalente al 1558, “Quinternetto dil Comune di Tornora episcopato piacentino”, una ricognizione di tutti i beni posti a Tornora e  degli abitanti che vi risiedevano. All'interno del documento sono citati un mulino a due ruote, posto a sud della villa, la “giesa [chiesa] di Tornora” e una “casa con portico e fienile”. All'interno degli estimi farnesiani, in documenti risalenti al 1558, al 1570 e al 1576, sono presenti dei riferimenti a un palazzo in località Tornora, forse edificato su un preesistente castello e di proprietà della famiglia Visconti.
Nel 1577 Tornora entrò a far parte delle proprietà della famiglia Casati a seguito del matrimonio tra il marchese Orazio Casati e Camilla Rollieri, la quale aveva ereditato i beni presenti a Tornora dal suo primo marito, Geronimo Agani Grandini, deceduto a 20 anni. A seguito dell'unione, il figlio Pier Antonio adotterà entrambi i cognomi dei genitori originando la linea genealogica Casati-Rollieri, nucleo famigliare che manterrà il controllo sulla zona di Tornora, compresa villa Visconti, sino all'inizio del XX secolo. La dote di Camilla Rollieri Grandini, come indicato nel 1573, includeva “una possessione di pertiche 650 a Tornora, con casamento di patron massari e bracianti et utensigli per uso della possessione”. Ulteriori citazioni riguardanti la casa “da Padrone e da massaro” risalgono al 1576 e al 1595; Risale invece al 1604 una prima stima delle proprietà della famiglia Casati Rollieri presso Tornora: “li campi cultivi detti dalla Chiavenna [...] più sittu castelli, horto, giardino, prati filagni, campi arborati, dove sono posti sopra li casamenti a patrono, a massaro, cassina, stalla, casa da brazante e altri adiacenti”.
A partire dal 1620 la famiglia Casati, nella persona di Cesare Casati, iniziò a dimorare in pianta stabile presso la villa. Nel 1642 lo stesso Cesare ottenne da parte della parrocchia di Saliceto la proprietà dell'oratorio sconsacrato di Tornora, che probabilmente era stato parrocchia autonoma fino al XVI secolo, prima di cadere in uno stato di degrado. La costruzione è citata ancora in alcuni documenti appartenenti al fondo Casati Rollieri e risalenti al periodo 1668-1770, un documento di pagamento e un contratto di locazione.

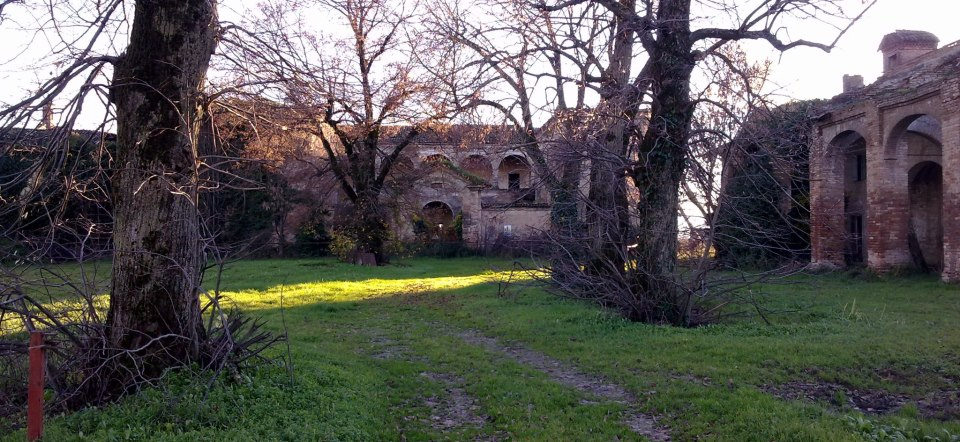
Il palazzo nel 2012

Secondo quanto contenuto nel catasto nel 1821 il marchese Girolamo Casati era proprietario della villa, di un oratorio privato situato all'estremità sud-ovest del complesso, di un giardino sul lato meridionale, di un orto posto a oriente della villa, di una ghiacciaia situata a est del giardino, di una “peschiera”, di una casa rustica dotata di un porticato a corte antistante alla villa stessa e di un campo retrostante alla villa, “culto vitato”, coltivato, cioè, con filari a vite.
Nel 1923 Paolo Rebecchi acquisì la villa dal marchese Giovanni Casati. In seguito al decesso di Rebecchi, avvenuto nel 1954, la proprietà passò in eredità alla figlia Laura, che abitò il complesso fino al 1982, anno dal quale villa Visconti, che l'anno precedente era stata ceduta alla famiglia cremonese dei Lacchini, rimase disabitata. In seguito all'abbandono, lo stato della villa subì un drastico peggioramento: essa venne coperta dalla vegetazione subendo pesanti infiltrazioni di acqua, nella totale assenza di lavori di ristrutturazione, nonostante il vincolo di tutela appostovi nel 2007 dalla soprintendenza Archeologia, Belle Arti e Paesaggio per le province di Parma e Piacenza.
Nel 2017 l'edificio, in pesante stato di degrado, venne acquistato dalla famiglia Girometta.
Nell'aprile 2021 la villa, ormai in stato di abbandono da circa quarant'anni e soggetta a estesi crolli avvenuti negli anni precedenti, senza che nel frattempo siano stati avviati lavori di recupero da parte della proprietà e delle istituzioni, si presentava in condizioni di estremo degrado tali da rendere estremamente difficile un suo eventuale recupero.

## Struttura

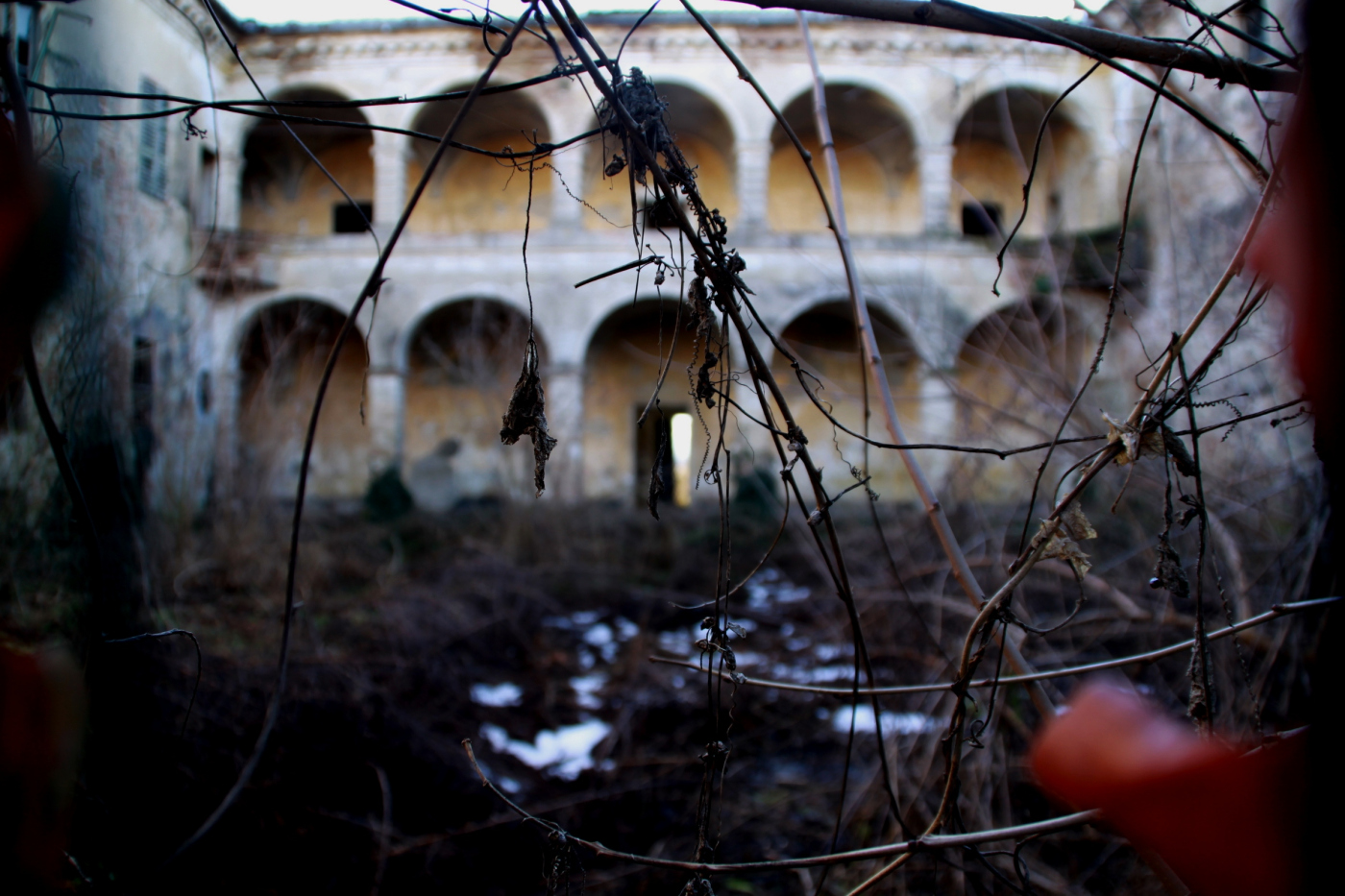
Il cortile interno con il loggiato dell'edificio padronale

La villa, probabilmente progettata da un architetto fiorentino, è caratterizzata da un loggiato centrale e da una corte interna, un tempo pavimentata. Significativa l'accentuazione di alcuni motivi architettonici: l'archivolto d'ingresso soprastante le cortine laterali, reso più plastico dal motivo delle lesene; il timpano spezzato aggettante e il motivo del bugnato a fasce alterne impiegato nei pilastri della loggia, che si qualifica come la parte più suggestiva dell'edificio. Internamente le sale dotate di volta conservano gli antichi pavimenti in cotto e affreschi settecenteschi L'edificio, la cui superficie si estende per 820 m², presenta due piani: quello inferiore, di servizio, e quello superiore, con funzione residenziale.
All'interno di un inventario delle proprietà di Cesare Casati, risalente al 1664, è presente un elenco delle stanze di villa Visconti: “il tinello (con credenza e panche); la cucina; la “camera di sotto, tra la cantina e l'andito”, la quale, contenendo al suo interno “una lettiera, una pettiniera di raso e uno specchio grande per la signora Marchesa” svolgeva probabilmente la funzione di camera padronale; una sala al piano inferiore, con “tavoliere per giocare con sue pedine”; due camere vicine; una “camera non ammobiliata, dove si fa legnaia”; le botti, il locale che conteneva le botti dedicate alla produzione del vino nonché i bacini utilizzati per fare il bucato e per l'igiene personale; la “corte ove è il poggio” (il cortile dotato di loggiato); “il torchio” (con i tini, il “navarolo per pestar l'uva”); la stalla; una camera attigua e un'altra posta al di sopra della stalla; la “camera di sopra che guarda verso l'orto”; il “vicino solaro”, i “solari sopra li camerini”.